# زراوند مدبب
الزراوند المدبب (باللاتينية: Aristolochia acuminata) نوع نباتي ينتمي إلى جنس الزراوند من الفصيلة الزراوندية.

## الموئل والانتشار
موطنه جنوب شرق آسيا وشمال أستراليا.